# Guy Bara
Pour les articles homonymes, voir Bara.
Guy Bara, né Guy Willems à Riga (Lettonie) le 11 juillet 1923 et mort à Marseille (France) le 18 juin 2003, est un auteur de bande dessinée belge. Sa principale réalisation est la bande dessinée humoristique Max l'explorateur, l'une des rares créations européennes à dépasser les 13 000 strips. Il privilégie un dessin clair, très lisible, entièrement au service de l'humour.

## Biographie
Guy Fernand Willems naît le 11 juillet 1923 à Riga,. Il est fils d'un diplomate belge, Guy Bara naît à Riga où son père était en poste. Tout en suivant des études à l'Institut Saint-Boniface à Bruxelles, il voyage beaucoup durant sa jeunesse. En 1945, il fonde l'hebdomadaire humoristique Le Faune. De 1946 à 1949, il travaille pour la publicité. En 1948, il publie ses premiers dessins, des caricatures, pour La Dernière Heure avant de devenir en 1949 rédacteur en chef du journal d'actualité Vivre. En 1950, il s'installe à Paris et prend pour pseudonyme Barabas, bientôt raccourci en Bara.
En 1954, il crée Max l'explorateur. Ces strips humoristiques et muets sont publiés durant une trentaine d'années dans des quotidiens de plus de 40 pays, comme France-Soir, Le Soir, Het Laatste Nieuws, Cork Observer, etc. En 1960, il crée pour le périodique publicitaire Bonux Boy, la bande dessinée Kéké le Perroquet (1960-1961), reprise ensuite dans Spirou (1963-1968). En 1964, il adapte dans la même revue avec le concours de Maurice Rosy Max l'explorateur en histoires longues. Quelques gags et récits courts écrits par Vicq sont également publiés jusqu'en 1966. Il collabore pendant plusieurs années au périodique belge le Pourquoi Pas? fournissant dessins d'actualité, politiques et caricatures.
Il passe ensuite au Journal de Tintin, dans lequel il publie Éphémère et Rabudol (souvent sur des textes de Vicq, 1968-1974), des gags de Max l'explorateur (1968-1973 - Max est d'ailleurs en couverture du no 21 du 22 mai 1973, tant dans la version francophone que néerlandophone, puis Les Cro-Magnons (1973-1976). De 1971 à 1973, il dirige le magazine d'humour dans le domaine médical, L'Œuf. En 1975, il fait de Philibert, un ami de Kéké, le héros d'une nouvelle série dans Fripounet. En 1976, il crée Chéris de l’Olympe dans Formule 1. Puis il reprend les Cro-Magnons dans l'hebdomadaire allemand Zack (1978) et dans Super As (1979-1980). Il crée ensuite Sigi le Franc dans Zack, un album est publié aux Éditions Michel Deligne en 1984.
En 1981, il publie quelques gags de Parmezan dans Pif Gadget. Cette année-là, il reprend pour Spirou la série Chéris de l’Olympe sous le nom Lamybidas (1981-1985) puis y crée Dugazon (1982-1984). Il publie également deux courts récits mettant en scène Max (1984-1985). De 1982 à 1993, Tintin publie des gags des Cro-Magnons mais dans cette décennie, Bara se consacre progressivement à la peinture. Ainsi, il ne participe pas à la production des dessins animés de Max l'explorateur par la RTBF au milieu des années 1980. Retiré à Carpentras, il meurt le 18 juin 2003 d'un arrêt cardiaque à Marseille.
Selon le journaliste Patrick Pinchart, si Max l'explorateur est un strip rythmé et drôle, où Bara propose une satire féroce de la société de son temps matinée d'absurde et de dérision, la plupart de ses bandes dessinées au format franco-belge classique sont des « séries alimentaires » basées sur des concepts éculés qui ne tiennent pas la longueur et dont les textes sont mal écrits.
Une exposition Bara and friends lui a été consacrée à la Maison de l'image à Bruxelles du 13 octobre au 31 décembre 2011 : 89 illustrateurs y rendaient hommages aux personnages et à l'univers de Guy Bara.

### Vie privée
Il a été marié trois fois. Il a une fille prénommée Olivia.

## Œuvre

### Séries et personnages
Consulter les articles consacrés aux séries pour les détails sur les personnages et les publications.
- 1954, Max l'explorateur
- 1960, Kéké le Perroquet[8]
- 1966, Éphémère et Rabudol
- 1973, Cro-Magnon puis Les Cro-Magnons
- 1976, Chéris de l’Olympe devenus Lamybidas dans Spirou de 1981 à 1985
- 1981, Parmezan[15]
- 1982, Dugazon
- 1984, Sigi le Franc (Sigi contre Attila).

### Collectif
- Contes de Noël du journal Spirou 1955-1969, Dupuis, coll. « Patrimoine », Marcinelle, 27 novembre 2020
Scénario : collectif - Dessin : collectif dont Bara - Couleurs : quadrichromie -  (ISBN 979-10-34738-18-2)

### Artbook
- Christelle Pissavy-Yvernault et Bertrand Pissavy-Yvernault, Franquin, Morris, Jijé, Sempé... : 200 couvertures inédites pour le journal Le Moustique, Marcinelle, Dupuis, 1er novembre 2015, 312 p., ill. ; 29,8 cm (ISBN 978-2-8001-6571-4, présentation en ligne).

## Distinction
- Chevalier de l'ordre de Léopold en décembre 1991 comme auteur ayant plus de vingt ans de carrière[19].

## Hommage
En 2018, une exposition est consacrée à Guy Bara à la galerie Huberty & Breyne à Bruxelles,,. Le Centre d'Art de Rouge-Cloître à Auderghem accueille l'exposition Du comic strip à la peinture - Bara prend le large du 12 avril au 26 mai 2024.

#### Livres
: document utilisé comme source pour la rédaction de cet article.
- Jean Van Hamme, Introduction à la bande dessinée belge, Bruxelles, Bibliothèque royale de Belgique, 1968, 80 p., ill. ; 26 cm (lire en ligne), p. 6[catalogue] publié à l'occasion de l'exposition La bande dessinée en Belgique, Bibliothèque Albert Ier, [Bruxelles], du 29 juin au 25 août 1968.
- Jean-Louis Lechat, Un demi-siècle d’aventures t. 2 : 1970 - 1996, Bruxelles, Le Lombard, 5 décembre 1996, 224 p., ill. ; 31 cm (ISBN 280361233X, OCLC 37995939, BNF 37539082, présentation en ligne), p. 10, 101, 143, 166. .
- Jean Pirotte (dir.) et Luc Courtois, Du régional à l'universel. : L'imaginaire wallon dans la bande dessinée., Louvain-la-Neuve, Fondation wallonne Pierre-Marie et Jean-François Humblet, 1999, 310 p. (ISBN 978-2-9600072-3-7 et 2960007239, OCLC 1075833932), p. 205 lire sur Google Livres
- Jacques Fiérain, « Bara », dans La BD à Bruxelles et en Brabant, Charleroi, Éd. l'Âge d'or, avril 2003, 144 p., ill. ; 31 cm (ISBN 9782960119664 et 2960119665, OCLC 470388171, présentation en ligne), p. 6
- Patrick Gaumer, « Bara », dans Dictionnaire mondial de la BD, Paris, Larousse, 2010, 953 p., ill. ; 27 cm (ISBN 978-2-0358-4331-9 et 2-0358-4331-6, OCLC 920924930, présentation en ligne), p. 52. .
- François Ayrolles, « Max poursuit ses explorations », dans Moments clés du journal de Spirou 1937-1985, Marcinelle, Dupuis, coll. « Patrimoine », 2 mars 2018, 312 p., ill. ; 20,8 cm (ISBN 9782800171142 et 2800171146, OCLC 1034784873, présentation en ligne), p. 205-206.
- Jessica Kohn, Dessiner des petits mickeys : Une histoire sociale de la bande dessinée en France et en Belgique (1945-1968), Paris, Éditions de la Sorbonne, 26 mai 2022, 318 p., ill. ; 24 cm (ISBN 9791035107970, OCLC 1331516747, présentation en ligne).

#### Périodiques
- Jean-Pol Stercq, « La Galerie-photo de Tintin », Tintin, Le Lombard, no 8,‎ 1973.
- Patrick Pinchart, « Sigi contre Attila », dans Les Cahiers de la bande dessinée no 57, avril-mai 1984, p. 55.
- Hugues Dayez, « Les aventures d'un journal : Max explore Spirou », Spirou, Dupuis, no 3874,‎ 11 juillet 2012, p. 29 (ISSN 0771-8071).

#### Articles
- Hubert Leclercq, « BD : Max, la fin de l'exploration », La DH Les Sports+,‎ 24 juin 2003 (lire en ligne, consulté le 22 juin 2024).

### Émissions de télévision
- Interview de Guy Bara par Sélim Sasson, 4 mars 1965 sur Sonuma.